# Greatest Hits (album de Mötley Crüe)
Pour les articles homonymes, voir Greatest Hits.
Albums de Mötley Crüe
Generation Swine Red, White and Crüe
Greatest Hits est une compilation du groupe de glam metal Mötley Crüe parue le 14 novembre 1998.

## L'album
L'enregistrement est une compilation des meilleurs succès du groupe des 17 dernières années. L'album renferme 17 titres dont deux inédits: "Bitter Pill" et ""Enslaved".

## Les titres
1. Bitter Pill (Nikki Sixx / Mick Mars / Tommy Lee)
2. Enslaved  (Nikki Sixx / Mick Mars / Tommy Lee)
3. Girls, Girls, Girls (Nikki Sixx / Mick Mars / Tommy Lee)
4. Kickstart My Heart (Nikki Sixx)
5. Wild Side (Nikki Sixx / Vince Neil)
6. Glitter (Nikki Sixx / Scott Humphrey / Bryan Adams)
7. Dr. Feelgood (Nikki Sixx / Mick Mars)
8. Same Ol' Situation (S.O.S.) (Nikki Sixx / Mick Mars / Tommy Lee / Vince Neil)
9. Home Sweet Home (Nikki Sixx / Tommy Lee / Vince Neil)
10. Afraid (Nikki Sixx)
11. Don't Go Away Mad (Just Go Away) (Nikki Sixx / Mick Mars)
12. Without You (Nikki Sixx / Mick Mars)
13. Smokin' In The Boys Room (Michael Lutz / Cub Koda)
14. Primal Scream (Nikki Sixx / Mick Mars / Tommy Lee / Vince Neil)
15. Too Fast For Love (Nikki Sixx)
16. Looks That Kill (Nikki Sixx)
17. Shout At The Devil '97 (Nikki Sixx)